# Sigmathyris optima
Sigmathyris optima là một loài bướm đêm trong họ Geometridae.